# Параллелогон

Стороны параллелогона это две или три пары равных параллельных отрезков. Вершины и рёбра внутри постороенного шестиугольника удаляются

Существует пять решёток Браве в двумерном пространстве, связанные с замощениями параллелогонами и их пятью вариантами симметрии

Параллелого́н — многоугольник, замощающий пространство с использованием лишь параллельного переноса, при этом стороны параллелогонов совмещаются по целым сторонам.
Параллелогон должен иметь чётное число сторон и противоположные стороны должны быть равны по длине и параллельны (согласно названию). Менее очевидное ограничение — параллелогон может иметь только четыре или шесть сторон. Четырёхсторонний параллелогон является параллелограммом. В общем случае параллелогон имеет вращательную симметрию на 180 градусов относительно центра.

## Два типа
Четырёхугольные и шестиугольные параллелогоны имеют различные формы геометрической симметрии. В общем случае они имеют центральную симметрию с порядком 2. Шестиугольные параллелогоны могут быть невыпуклыми.
| Число сторон | Примеры | Примеры | Название                  | Симметрия и её порядок |
| ------------ | ------- | ------- | ------------------------- | ---------------------- |
| 4            |         |         | Параллелограмм            | Z2, порядок 2          |
| 4            |         |         | Прямоугольник & ромб      | Dih2, порядок 4        |
| 4            |         |         | Квадрат                   | Dih4, порядок 8        |
| 6            |         |         | Удлинённый параллелограмм | Z2, порядок 2          |
| 6            |         |         | Удлинённый ромб           | Dih2, порядок 4        |
| 6            |         |         | Правильный шестиугольник  | Dih6, порядок 12       |

## Геометрические варианты
Параллелограммы могут замостить плоскость как деформированная квадратная мозаика, в то время как шестиугольные параллелогоны могут замостить плоскость как  деформированная правильная шестиугольная мозаика.
| 1 длина            | 1 длина         | 2 длины                   | 2 длины                  |
| Прямой             | Косой           | Прямой                    | Косой                    |
| ------------------ | --------------- | ------------------------- | ------------------------ |
| Квадрат p4m (*442) | Ромб cmm (2*22) | Прямоугольник pmm (*2222) | Параллелограмм p2 (2222) |

| 1 длина                             | 2 длины                    | 2 длины                    | 3 длины                             | 3 длины                             |
| ----------------------------------- | -------------------------- | -------------------------- | ----------------------------------- | ----------------------------------- |
|                                     |                            |                            |                                     |                                     |
| Правильный шестиугольник p6m (*632) | Удлинённый ромб cmm (2*22) | Удлинённый ромб cmm (2*22) | Удлинённый параллелограмм p2 (2222) | Удлинённый параллелограмм p2 (2222) |